# Callevophthalmus
Callevophthalmus is een geslacht van spinnen uit de  familie van de Dictynidae (kaardertjes).

## Soorten
- Callevophthalmus albus (Keyserling, 1890)
- Callevophthalmus maculatus (Keyserling, 1890)